# Höllental (Schwarzwald)
Das Höllental ist ein tief eingeschnittenes, teilweise schluchtartiges Tal im Südschwarzwald in Baden-Württemberg (Deutschland).
Das ungefähr neun Kilometer lange Tal befindet sich im Naturpark Südschwarzwald etwa 18 km südöstlich von Freiburg im Breisgau zwischen Hinterzarten und Buchenbach-Himmelreich. Es wird vom Rotbach (anfangs Höllenbach genannt) durchflossen. Der schmalere Westteil des Tales gehört zu Buchenbach, der Ostteil zu Breitnau.

## Entstehung

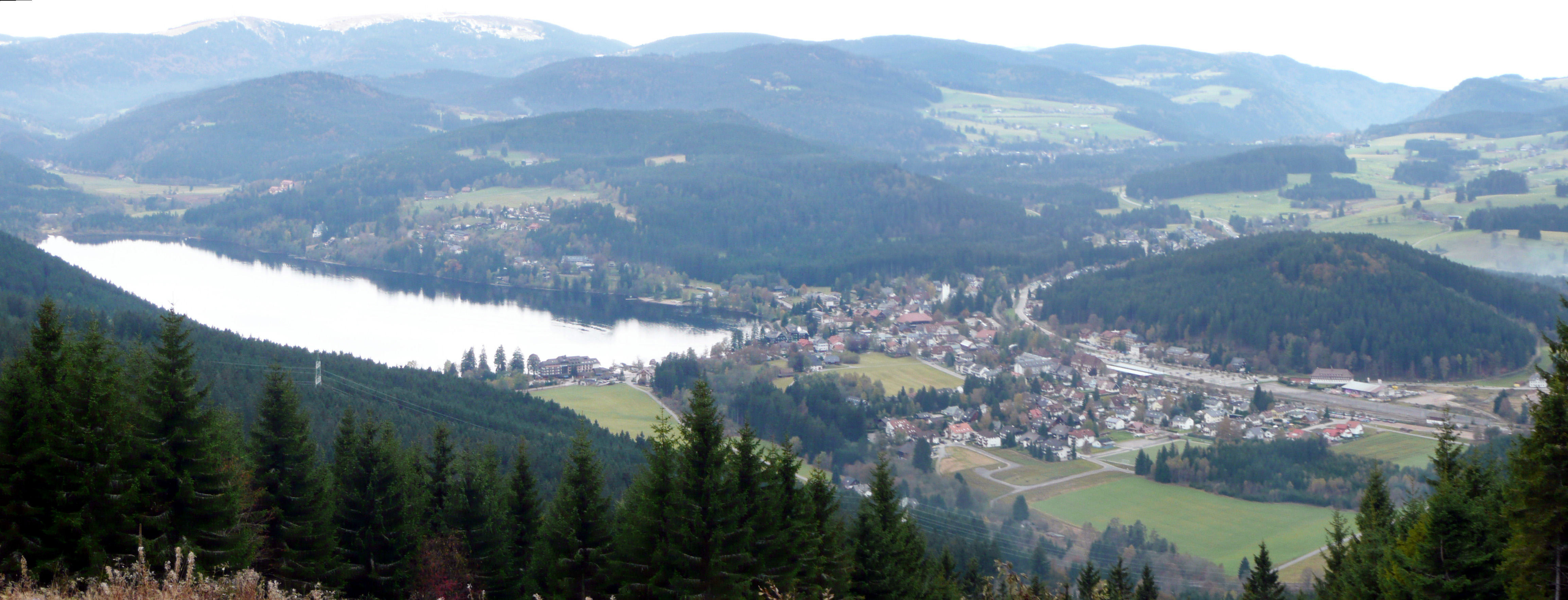
Der Hauptkamm des Hochschwarzwalds von Südosten mit dem Einschnitt des Höllentals (rechts)

Das Höllental ist eines der Täler im Schwarzwald, welche die asymmetrische Kammlinie des Gebirges von der plateauartigen Ostabdachung aus hin zum steilen Westabfall durchschneiden. Das Tal liegt im Verlauf des Bonndorfer Grabens, der die Linie Kaiserstuhl–Wutachschlucht–Hegau–Bodensee beschreibt. Als weitere Entstehungsursache neben dieser tektonisch bewirkten Einsenkung kommt auch die wiederholte Plateauvergletscherung des Feldberg-Gletschers in Frage, deren Eisstauseen über die erniedrigte Kammlinie hinweg nach Westen übergelaufen sein können. Die Quellbäche östlich der Kammlinie fließen daher zunächst südostwärts, um dann um fast 180° nach Nordosten ins eigentliche Höllental umzubiegen, eine Situation ähnlich der am Malojapass im Engadin.

## Talverlauf

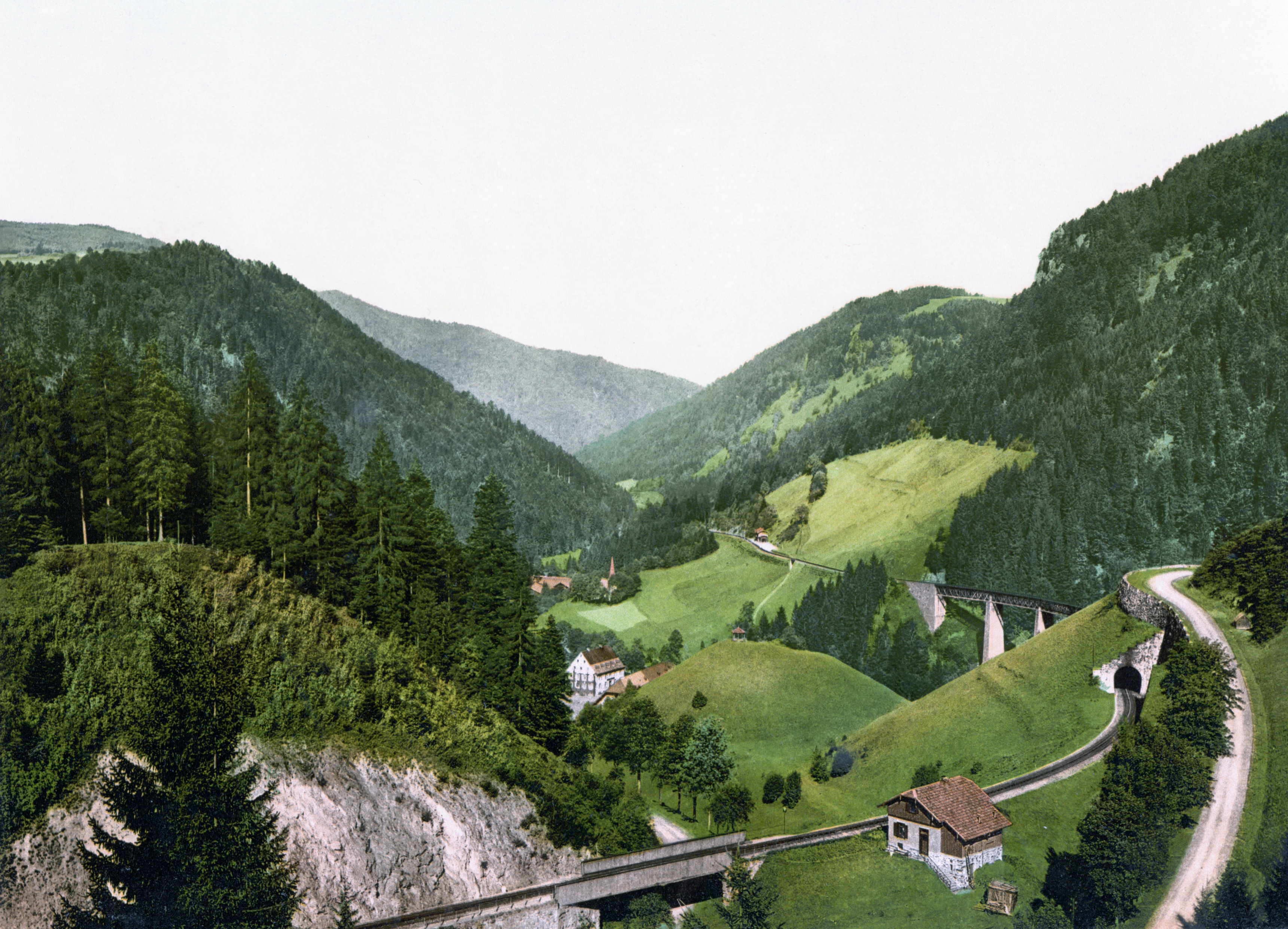
Oberer Talabschnitt mit Höllentalbahn und – heute dreispurig ausgebauter – Höllentalsteige (vor 1900)

Unterhalb der Hochtalmulden von Hinterzarten windet sich die Bundesstraße 31 in teils spektakulären Kehren, bekannt ist die Kreuzfelsenkurve, in den Talschluss des einstigen Gletschertals hinab. In diesen Talkessel mit dem Weiler Höllsteig mündet südlich der Straße das Kerbtal des Löffeltals (frühere Holzlöffelherstellung) mit dem Zartenbach ein. Nördlich davon öffnet sich unter dem Ravennaviadukt der Höllentalbahn die Ravennaschlucht mit mehreren Wasserfällen. Außerdem stürzen von Süden her der Bistenbach und der Alpersbach in Wasserfällen herab (siehe auch Liste der Wasserfälle in Deutschland). Dem folgenden U-förmig profilierten Talabschnitt mit bis zu 600 Meter hohen Steilhängen (und vierspuriger Straße) folgt nach dem Bahnhof Hirschsprung ein Schluchtabschnitt mit bis zu 130 Meter aufragenden Felswänden, auch Höllenpass genannt. Die engste, klammartige Stelle ist als Hirschsprung bekannt und war ursprünglich nur neun Meter breit. Nach dem Felsen mit der Ruine Falkenstein weitet sich das Tal etwas und gibt den Häusern und Höfen von Falkensteig Raum. Am Bahnhof Himmelreich öffnet sich das Höllental unvermittelt in das Zartener Becken.

## Höllentäler Wind
Ein Regionalwind, der als Bergwind besonders das Freiburger Stadtzentrum bemerkenswert stetig mit Frischluft versorgt, wird nach dem Höllental benannt. Nur ein Teil der aus dem Schwarzwald nach Freiburg abfließenden Kaltluft stammt allerdings aus dem Höllental. Dessen Bergwind vereint sich mit den Kaltluftströmungen aus den anderen Seitentälern des Zartener Beckens und strömt, durch den Engpass von Ebnet am Beckenausgang beschleunigt, über das Freiburger Stadtgebiet in die Freiburger Bucht der Oberrheinebene.

## Flora und Fauna
Im Höllental befindet sich mit fast 150 Exemplaren das einzige größere Vorkommen der Europäischen Eibe Baden-Württembergs. Es könnte dort als Namensgeber des Dorfes Ibental und weiterer Orte in der Umgebung gedient haben.

## Verkehrsbedeutung
Die heutige herausragende Bedeutung des Höllentals für den Fernverkehr zum relativ niedrigen Hinterzartener Sattel (etwa 910 m) erhielt das Tal erst nach aufwändigen Verkehrsbauten. Zunächst war der Karrenweg durch die nördlichere Wagensteige bedeutender. Mindestens ab dem 12. Jahrhundert führte die Falkensteige, ein von Zähringern erbauter Weg zwischen Freiburg im Breisgau und Donaueschingen, durch das damals noch Falkensteiner Tal genannte heutige Höllental. Der Weg wurde am Ausgang des Engpasses durch die von den Herren von Falkenstein erbaute Burg Falkenstein geschützt, später allerdings auch bedroht. Die verbreitete Ansicht, dass der Weg erst für die Brautfahrt der Marie Antoinette straßenartig ausgebaut wurde, ist übertrieben. Es handelte sich bei diesem Ausbau lediglich um Verbesserungen direkt an der Felsschlucht sowie um einige Schönheitsreparaturen, die zwischen 1769 und 1770 stattfanden. Der Engpass im Höllental war bereits 1638 von 2000 französischen Soldaten großzügig erweitert worden.
Berühmt wurde das Falkensteiner Tal danach noch einmal durch den Rückzug französischer Truppen unter General Moreau im Jahre 1796, und zwar als Val d'enfer, dem also bis heute gebliebenen Namen. Bereits 1691 hatte Leopold I. die Enge am heutigen Hirschsprung als die Höll bezeichnet, als er über die Verteidigung an den Schwarzwaldübergängen nachdachte. Auch der Name der Ravennaschlucht gilt als romanischen Ursprungs; er entspricht dem französischen la ravine (die Schlucht). Die Bezeichnung ist jedoch vor der Ära französischer Dominanz entstanden, da sie bereits für das Jahr 1560 belegt werden kann.

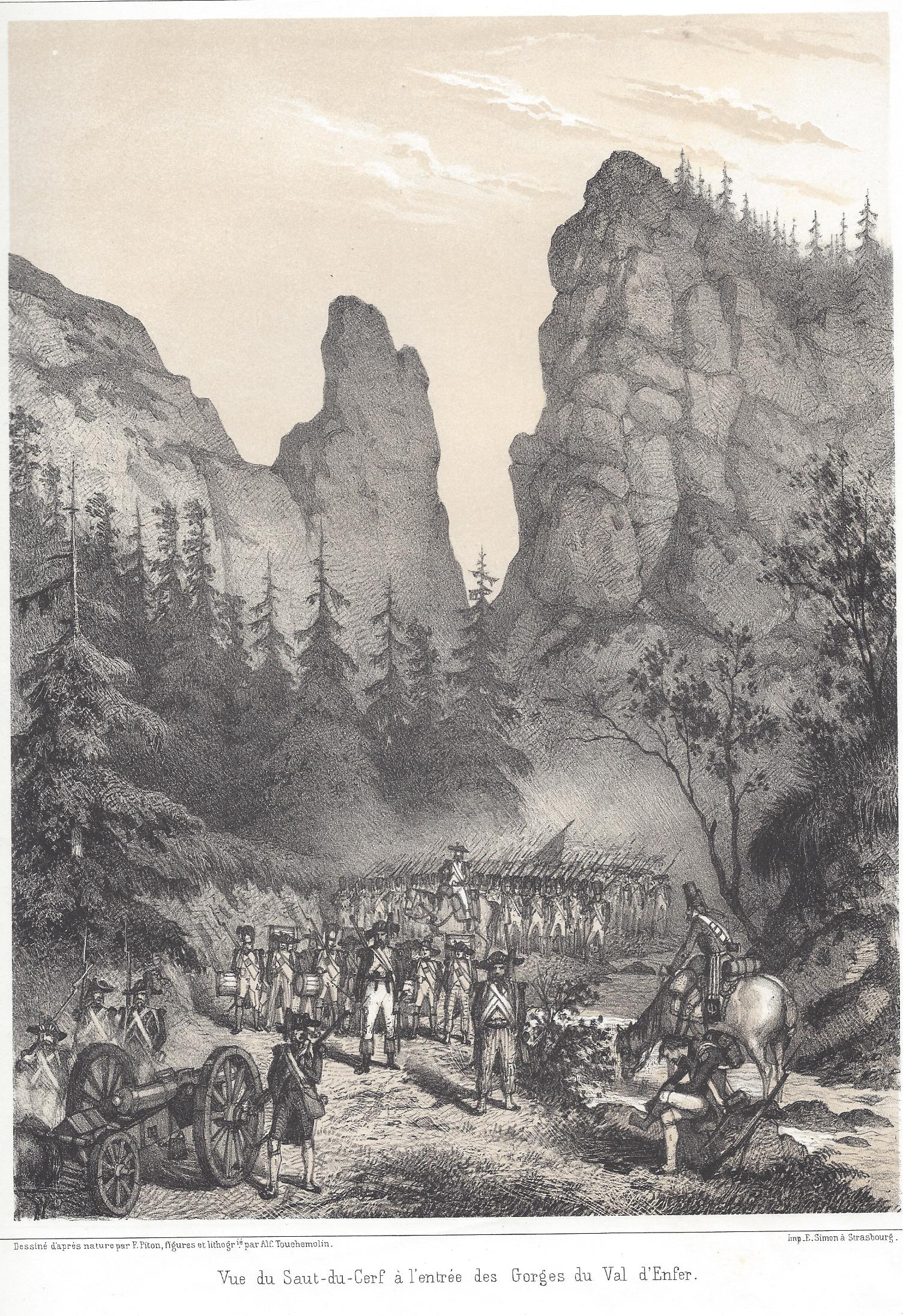
Durchzug der Revolutionsarmee 1796
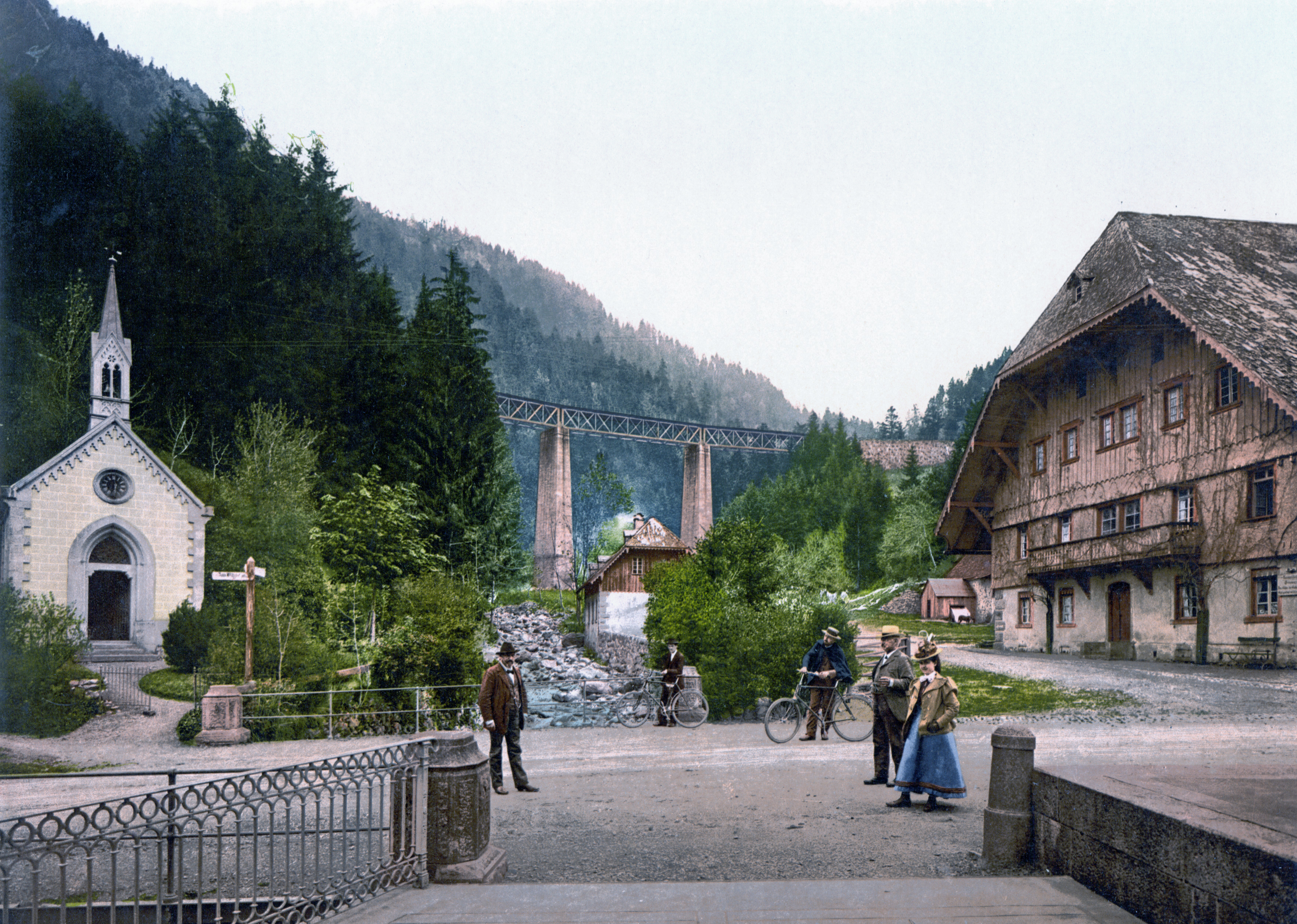
Hofgut Sternen mit alter Ravennabrücke um 1900
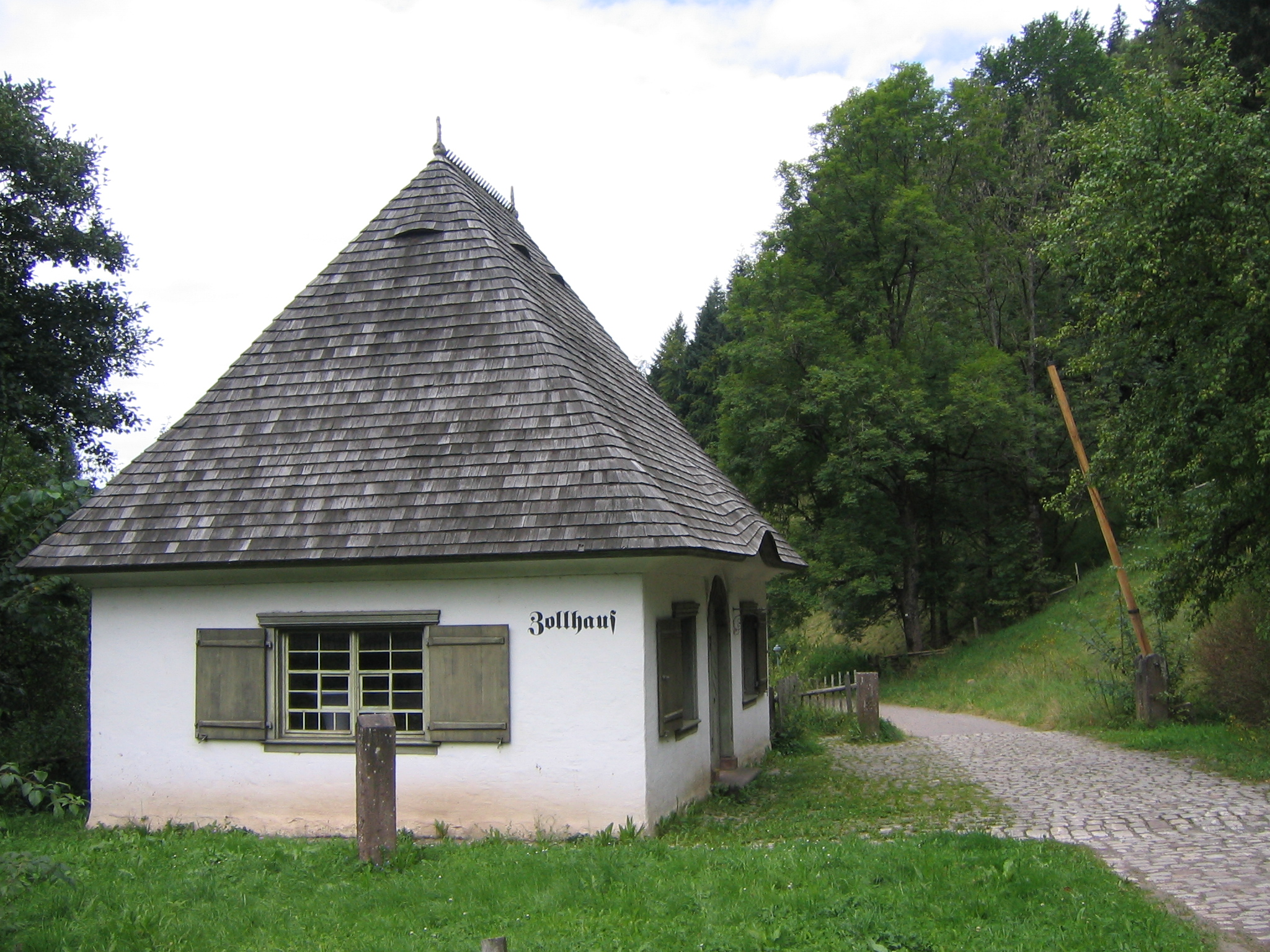
Zollhaus im Höllental, Nachbau beim Hofgut Sternen
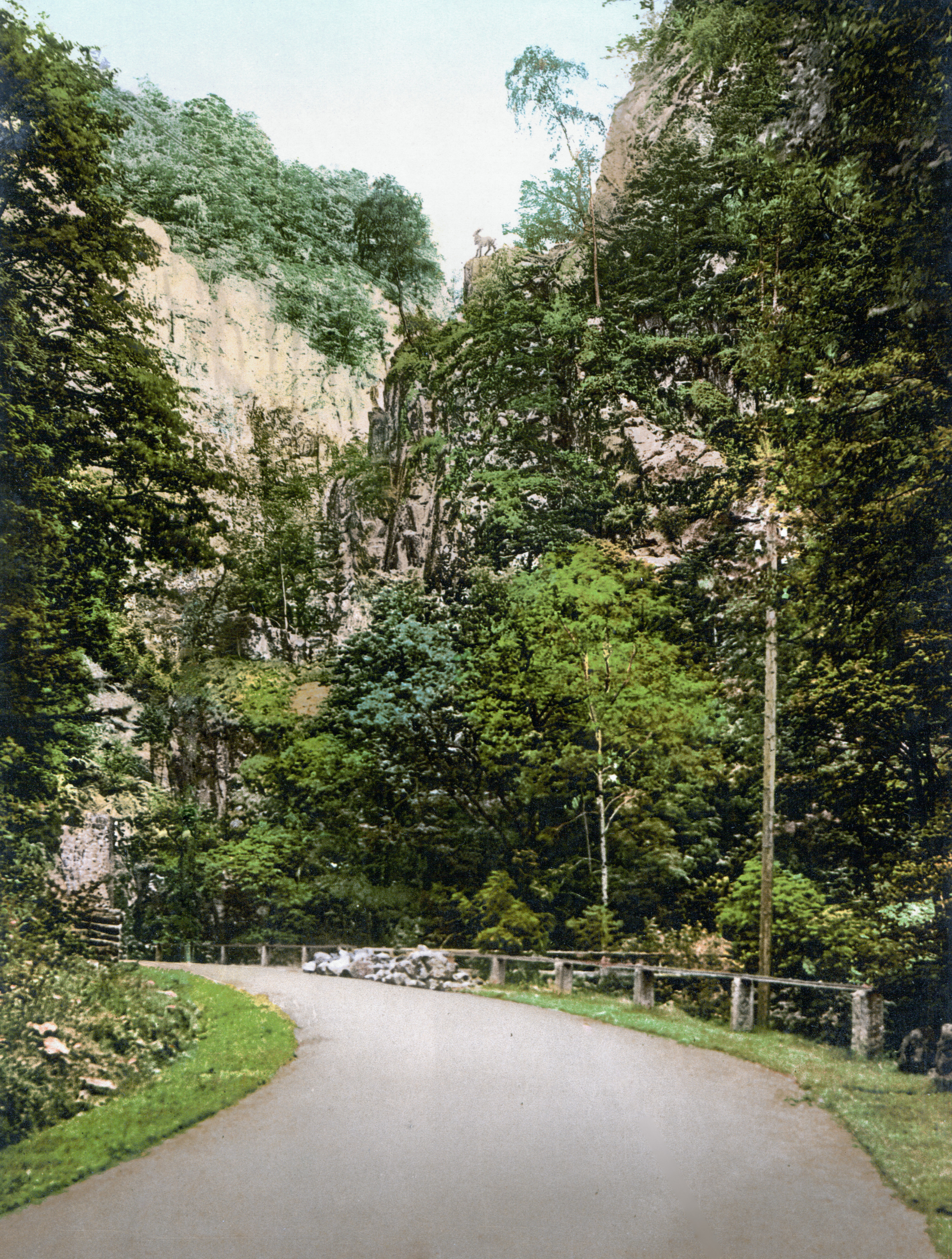
Straße beim Höllenpass um 1900

Seit 1887 befährt die Höllentalbahn die Schlucht, anfangs mit Zahnradbetrieb. Die Steigung zwischen den ehemaligen Haltepunkten beträgt 1:18 oder, wie das Zugpersonal sagt: auf der Steilstrecke 55 Promille. Der Höhenunterschied zwischen den Bahnhöfen Himmelreich und Hinterzarten beträgt 441 m.
Bei weiteren Ausbauten wurde die Klamm am Hirschsprung immer breiter gesprengt. Die Verkehrsbelastung auf der heutigen Bundesstraße 31 führte zu Planungen, zunächst die Ortsdurchfahrt von Falkensteig, dann den Klammabschnitt und schließlich die Kehren bei Höllsteig durch Tunnelbauten zu ersetzen. Als die Landesregierung im November 2013 die Prioritätenliste zur Übernahme in den Bundesverkehrswegeplan 2015 vorstellte, rangierte der hierzu geplante Falkensteigtunnel lediglich auf Platz 6 der Tunnelprojekte, was eine Realisierung in den nächsten Jahren unwahrscheinlich werden ließ. Im daraus resultierenden Bundesverkehrswegeplan 2030 ist diese Ortsumgehung als weiterer Bedarf mit Planungsrecht enthalten. Immer wieder muss die B 31 im Höllental für Felssicherungsarbeiten oder wegen Felsstürzen (2009) für den Verkehr gesperrt werden, so zum Beispiel 2010, 2015 und 2020. Die Umleitung erfolgt dann oft bergwärts über den Spirzen und talwärts über St. Märgen und St. Peter.
Im Verlauf der 2010er Jahre ist die Belastung des Höllentals durch den Autoverkehr auf der B 31 auf den bisherigen Spitzenwert von durchschnittlich 21.509 Fahrzeugen pro Tag im Jahr 2018 angestiegen, darunter fast 3.000 Fahrzeuge des Schwerlastverkehrs. Tagsüber passieren in Spitzenzeiten mehr als 350 Lkw innerhalb einer Stunde die Zählstelle Falkensteig. Bei Unfällen kommt es zu erheblichen Staus und stundenlangen Sperrungen. Im Februar 2022 kam es in Folge starken Schneefalls zu einer Blockade des Höllentals durch zahlreiche querstehende Lkw, der entstandene Lkw-Stau reichte von Hinterzarten bis zum Ostportal des Kappler Tunnels in Freiburg. Die Polizei hielt den Schwerverkehr in Freiburg auf Höhe des Schwabentors an und leitete die Lkw zurück auf die Autobahn A5. Vor dem Hintergrund dieser Ereignisse erhob eine Gruppe prominenter Freiburger Bürger die Forderung nach einem Transitverbot im Höllental für Lastwagen über zwölf Tonnen.
Der Wanderweg durch den Schluchtgrund, der Jägerpfad, gehörte einst zum Schwarzwald-Querweg Freiburg–Bodensee, dieser wurde wegen der Verkehrsbelastung der Straße über die nördlichen Talhänge geführt. Der Jägerpfad ist seit 2009 gesperrt. Aufgrund der Anordnung durch das zuständige Landratsamt wird der Weg wegen Steinschlag- und Einsturzgefahr im Bereich des Hirschsprungs nicht mehr geöffnet.

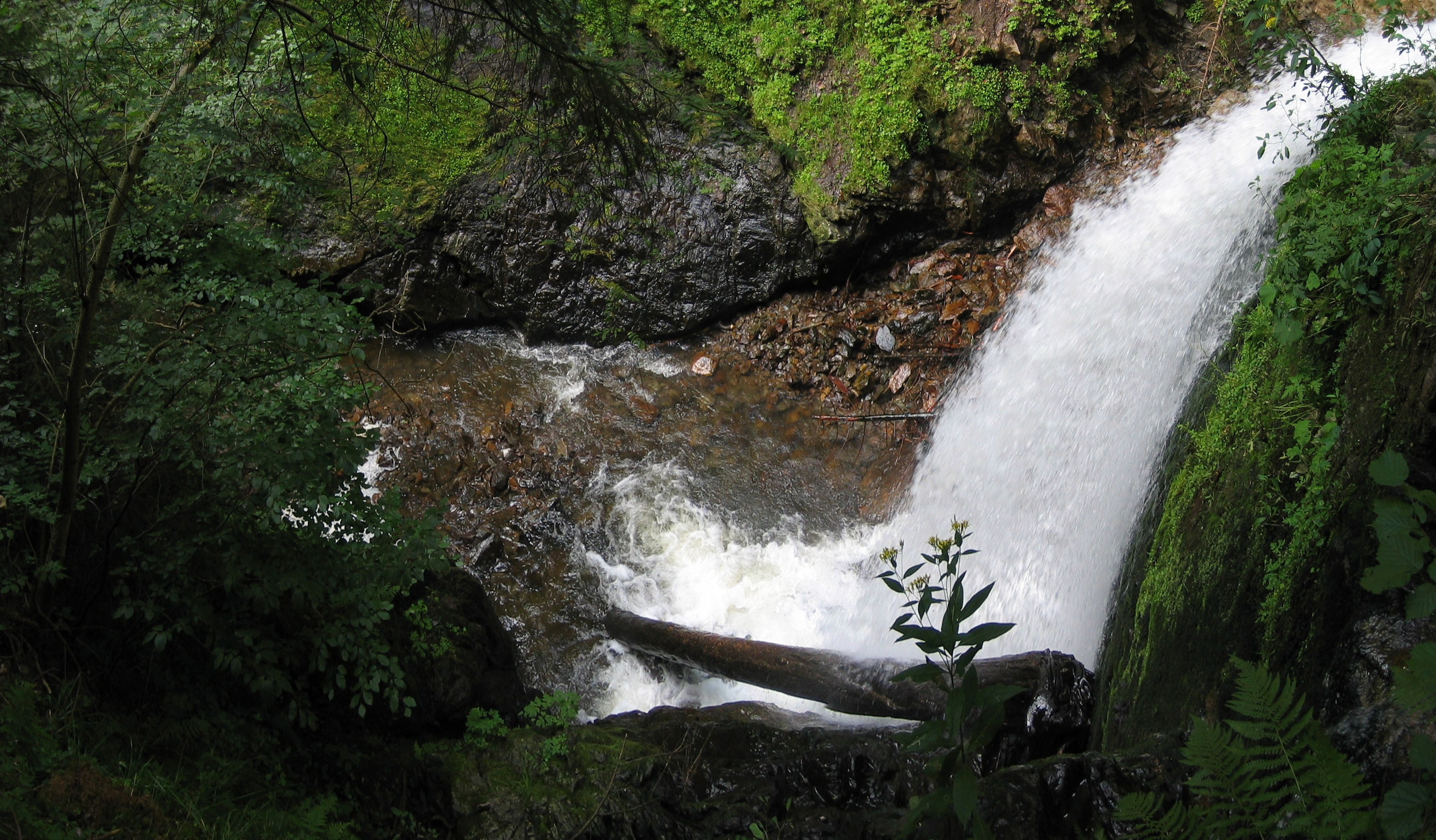
Großer Wasserfall in der Ravennaschlucht

## Sehenswürdigkeiten
- Engpass Hirschsprung mit Hirschdenkmal (Hirschsprung-Sage)
- St. Oswald-Kapelle in Steig mit spätgotischem Altar
- Ravennaschlucht mit Ravennabrücke und Wasserfällen (Höhe: 16 m und 4 m)
- Bistenwasserfall (Höhe: 50 m)
- Ruine Falkenstein
- Ruine Bubenstein